# Télouet
Télouet (pronúncia: têluê; em árabe: تيلويت) é uma comuna rural (município) e vila na província de Ouarzazate, região de Souss-Massa-Drâa, Marrocos. Situa-se num vale elevado nas montanhas do Alto Atlas, a 1 870 m de altitude, à beira do uádi (ribeiro) Imarene, a cerca de 16 km do passo de montanha de Tichka (Tizi n'Tichka), por onde passa, hoje como antigamente, a estrada que liga Marraquexe a Ouarzazate. Em 2004, a comuna tinha 14 203 habitantes.
A localidade é conhecida por ser a capital histórica da tribo berbere dos glaoua. Durante séculos prosperou devido à cobrança de direitos de passagem de caravanas que ligavam as regiões subsaarianas às costas do Mediterrâneo, um privilégio que só acabou nos anos 1920 quando a Legião Estrangeira construiu a estrada do Tizi n'Tichka. Télouet foi também a capital do caudilho glaoua Thami El Glaoui, nomeado "paxá de Marraquexe" pela administração do Protetorado Francês em Marrocos em 1918 e posteriormente o líder da constestação ao sultão alauita Mohammed V de Marrocos.
Uma das atrações turísticas da aldeia é o casbá (palácio) de El Glaoui (Casbá de Télouet), que apesar de atualmente se encontrar quase completamente arruinado, ainda é considerado um dos mais belos palácios da região a seguir ao Palácio da Bahia em Marraquexe. Em 2010 foi iniciada a recuperação do casbá, que estava praticamente ao abandono desde a morte de El Glaoui em 1956.